# Clavidisculum humuli
Clavidisculum humuli är en svampart som först beskrevs av William Phillips, och fick sitt nu gällande namn av Raitv. 1970. Clavidisculum humuli ingår i släktet Clavidisculum och familjen Hyaloscyphaceae.   Inga underarter finns listade i Catalogue of Life.